# Alexander Young (football)
Ne pas confondre avec Alex Young, footballeur des années 1960.
Pour les articles homonymes, voir Alexander Young.
Alexander « Sandy » Young (né le 23 juin 1880 à Slamannan en Écosse – mort le 17 septembre 1959 à Édimbourg) fut un footballeur professionnel écossais. Il a joué durant sa carrière à Paisley St Mirren, Falkirk, Everton, Tottenham Hotspur, Manchester City, South Liverpool ainsi que pour l'équipe d'Écosse de football au niveau international.

## Carrière de football
Il est le quatrième meilleur buteur de l'histoire du club anglais d'Everton et est l'auteur du seul but, victorieux lors de la victoire de la FA Cup 1906. Il est également le meilleur buteur de la Football League en 1906–07. En 1911, il rejoint Tottenham Hotspur où il inscrit 3 buts en 5 matchs. Après avoir quitté White Hart Lane, Young va jouer pour Manchester City avant de terminer sa carrière à South Liverpool.

## Vie d'après football
Young est accusé de l'homicide de son frère en Australie en juin 1916 et est condamné à une sentence de trois ans d'emprisonnement par manque de preuves, car la date et les circonstances n'étaient pas claires. Certaines sources disent qu'il fut pendu en Australie pour vol de bétail (mouton) tandis que d'autres affirment qu'il mourut à Édimbourg dans un asile.

## Palmarès
Everton FC
- Vice-champion du Championnat d'Angleterre de football (3) :
  - 1902, 1905 & 1909.
- Meilleur buteur du Championnat d'Angleterre de football (1) :
  - 1907: 28 buts.
- Vainqueur de la FA Cup (1) :
  - 1906.
- Finaliste de la FA Cup (1) :
  - 1907.